# Tir Beursault
 (avril 2021).
Le tir Beursault est une forme ancienne de tir à l’arc pratiquée principalement en Picardie et Île-de-France. 
Cette pratique sportive unique est répertoriée à l’Inventaire du patrimoine culturel immatériel en France. 

## Historique
La pratique du tir Beursault est très ancienne. Le maniement de l’arc lors d’entraînements spécifiques devient en effet obligatoire dès le XIIe siècle afin d’assurer la protection des villes. C’est le contexte de l’époque qui précise les règles du jeu. La distance de tir est de 50 m, distance optimale pour les tirs de combat. Le diamètre de la cible est calculé en fonction de la taille du bassin d’un homme. La hauteur de la cible était quant à elle de 80 centimètres, ce qui correspondait à la jointure  de l’armure de l’ennemi. Aujourd’hui, c’est l’une des seules règles qui a changé puisque la hauteur est souvent de 1 m. 
Avec l’apparition des armes à feu au XVIIe siècle, la pratique militaire du tir Beursault se perdit au profit d’une pratique de loisir. Dans ce cadre, des compagnies se créèrent, en catégorisant bien souvent ses membres par métier, classe sociale, religion…, ce qui explique la présence parfois de plusieurs compagnies dans une seule ville. 

## Pratique du tir Beursault

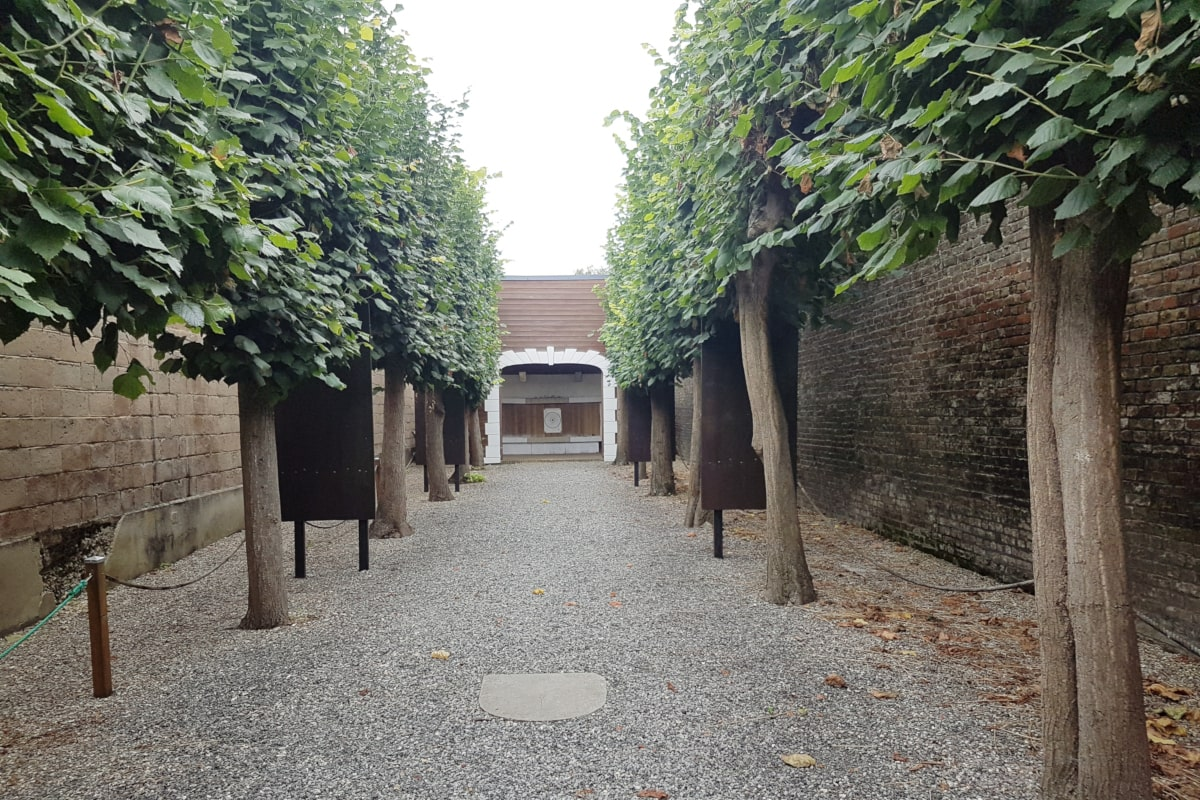
Jeu d'Arc de la Compagnie d'arc d'Amiens.

Le tir Beursault se pratique dans un « Jeu d'arc » ou jardin d'arc dans une compagnie mais peut éventuellement être organisé sur un terrain plat dans les régions (nombreuses) qui ne disposent pas de Compagnies ou de jeu d'arc. Celui-ci se compose de deux buttes (cibles) opposées et distantes de cinquante mètres. Ces buttes s'appellent butte d'attaque et butte maîtresse. La surface entre les deux buttes est une allée centrale dénommée « l'allée du Roy ». De part et d'autre de l'allée centrale se situent deux allées de dégagement aussi appelées « allées des chevaliers ». La sécurité est assurée par des panneaux de bois d'environ 4 m de haut appelés « gardes » placés de part et d'autre et tout au long de l'allée du Roy. Les centres des blasons sont placés à un mètre du sol, ce qui correspondait à la faille dans l'armure des chevaliers.
Les tireurs sont regroupés par pelotons de 5 à 6 archers maximum. Au début du concours, chaque archer tire une flèche de la butte maîtresse vers la butte d'attaque. Ensuite il emprunte l'allée de dégagement pour rejoindre la butte d'attaque. Une fois tous les archers regroupés, ils comptabilisent leurs points.	
Les archers comptent leurs points (une flèche en cible = un « honneur » et le nombre de points correspondant en cible de 1 à 4). Le décompte terminé, ils se retournent et tirent une flèche de la butte d'attaque vers la butte maîtresse. Le jeu s'arrête après 20 « haltes » (tirs), soit 40 flèches. La première flèche se tire « couvert », c'est-à-dire avec un couvre-chef sans oublier le salut traditionnel « Mesdames, messieurs les archers je vous salue ». Si la condition n'est pas respectée, le tireur est « mis à l'amende » : il doit mettre de l'argent, n'importe quelle somme, dans un tronc. Le censeur qui lui présente le tronc ne doit pas regarder ce que l'archer verse au tronc sous peine de voir l'archer lui reprendre ensuite le tronc et le lui présenter à son tour.
Cette discipline est surtout pratiquée dans le nord de la France, de l'est de la région parisienne et en Picardie.
Les compétitions officielles permettent notamment de gagner des badges.

## Championnats de France de tir Beursault
Les championnats de France de tir Beursault sont organisés annuellement par la Fédération française de tir à l'arc. Pour être qualifiés, les archers doivent au minimum réaliser un score qualificatif. En outre, pour les archers des Hauts-de-France, d'Île-de-France, de l'Eure, de la Seine-Maritime, des Ardennes, de l'Aube, de la Marne et de la Haute-Marne, où le tir Beursault est traditionnellement pratiqué, il faut avoir participé à un tir du bouquet provincial de l'année.